# 大泽湖街道
大泽湖街道，是中华人民共和国湖南省长沙市望城区下辖的一个街道，2012年8月28日由原星城镇拆分而出。

## 行政区划
大泽湖街道下辖以下地区：
东马社区、南塘村、西塘村和回龙村。